# پالوما سان باسیلیو
پالوما سان باسیلیو (اسپانیایی: Paloma San Basilio‎; تلفظ اسپانیایی: [paloˈma sam baˈsiljo]؛ زادهٔ ۲۲ نوامبر ۱۹۵۰) یک خواننده و ترانه‌سرای اهل اسپانیا است که تاکنون بیش از ۱۶ میلیون آلبوم موسیقی فروخته است.
پالوما نمایندهٔ کشور اسپانیا در مسابقه آواز یوروویژن ۱۹۸۵ (یوتبری، سوئد) بود و در سال ۱۹۸۰ در نمایشنامهٔ موزیکال «اِویتا» (به کارگردانی اندرو لوید وبر) هم هنرنمایی کرد. 
وی با بزرگانی چون پلاسیدو دومینگو و خوزه کارراس نیز همکاری داشته است.
پالوما در سال ۲۰۰۶ میلادی، بابت یک عمر فعالیتِ هنری در زمینهٔ موسیقی، برندهٔ جایزه گرمی لاتین شد.